# Жилло, Клод
Клод Жилло́, устар.: Клод Гилло (фр. Claude Gillot; 28 апреля 1673, Лангр — 4 мая 1722, Париж) — французский художник-декоратор, рисовальщик, живописец и гравёр, академик Королевской академии живописи и скульптуры (с 1715; ассоциированный член с 1710); видный представитель стиля Регентства, один из предтеч искусства рококо. Учитель Антуана Ватто, Никола Ланкре, Филиппа Пильмана, Франсуа Жуллена. Его называли «Мастером Ватто» (Мaitre de Watteau) .

## Биография
Клод был шестым ребёнком из двенадцати в семье вышивальщицы Маргариты Конте и живописца Жана Жилло, пользовавшегося известностью в Париже, у которого было много родственников, также художников. Клод Жилло вначале учился у отца, затем, около 1691 года отправился в Париж, где присоединился к Жану-Батисту Корнелю, который научил его гравированию офортом и посвятил его в каноны академического искусства.
Вскоре у Жилло появилась собственная мастерская, где в течение нескольких лет, до 1708 года, учился Антуан Ватто. Друг последнего, Жан де Жюльен писал, что Ватто «пользовался знаниями этого умного человека настолько, что перенял многое из его манеры, и можно сказать, что с самого начала он изобретал и проектировал во вкусе Жилло».
27 апреля 1715 года Клод Жилло был принят в Королевскую академию живописи и скульптуры за картину « Христос во время пригвождения к Кресту» (фр. Christ dans le temps qu'il va être attaché à la Croix). В последующем Клод Жилло считался мастером мифологических сцен, однако тяготел скорее к бытовым сценкам, изображению сцен и персонажей итальянского театра Комедия дель арте, много работал как театральный декоратор, был автором костюмов для оперы и драматического театра, иллюстрировал книги (в частности, «Новые басни» де ла Мот-Гудара (1719).
Клод Жилло был одним из главных представителей стиля французского Регентства, предшествовавшего рококо. В полном соответствии с идеологией и эстетикой эпохи он занимался всеми видами искусства, преимущественно произведениями камерного характера. Он выполнял картоны для шпалер, эскизы мебели, росписи изделий из фаянса мануфактуры в Мустье . Жилло издал сборник гравюр под названием «Новая книга принципов орнаментации, дающих неограниченное количество форм». Этот сборник стал для последователей Жилло своеобразной энциклопедией рокайля.
По мнению Александра Бенуа,

в его оригинальных мыслях и особенно в его гравированных проектах для расписных панно или гобеленов легкомысленный, грациозный, остроумный стиль регентства уже царит безраздельно.

Клод Жилло путешествовал по Голландии, что может объяснить заметное влияние живописи малых голландцев в некоторых его картинах бытового жанра, а также в рисунках сельских и городских сцен, обычаев, поведения жителей, награвированных графом де Келюсом, которого он познакомил с искусством гравюры, в его акварельных эскизах балетных костюмов для таких постановок, как «Балет стихий», в котором выступал молодой Людовик XV, и в его замечательных картонах для шпалер.
Художник скончался в своей мастерской, разорённый банкротством. По данным «Бюллетеня Историко-археологического общества Лангра», он проявлял «особенную лёгкость в обращении с кистью и резцом, живое и блестящее воображение, причудливый, даже немного детский, настоящий дух наблюдательности».
В честь Жилло Клодом был наречён сын Пабло Пикассо и его подруги художницы Франсуазы Жило.

## Галерея

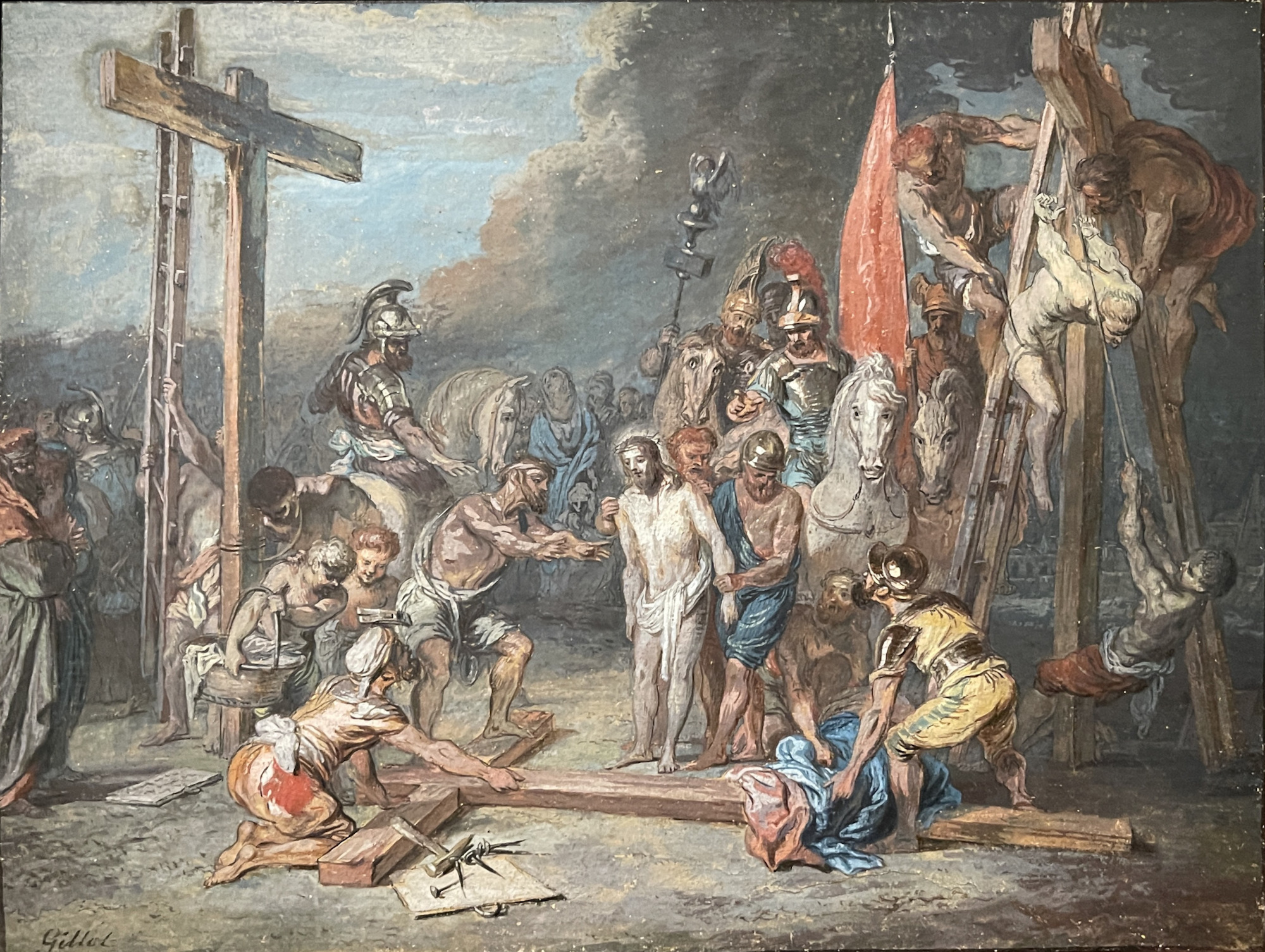
Христос во время пригвождения к кресту. Ок. 1700. Бумага, перо, тушь, кисть, гуашь. Музей искусства и истории, Лангр
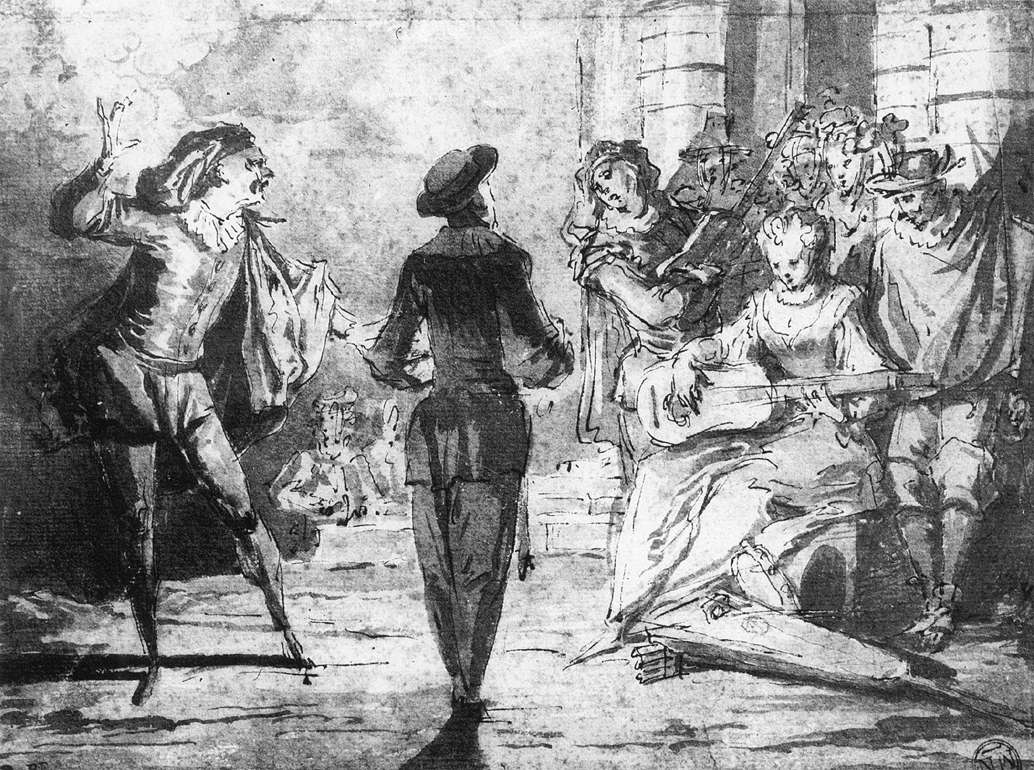
Итальянские комедианты. Бумага, тушь, перо, кисть. Лувр, Париж
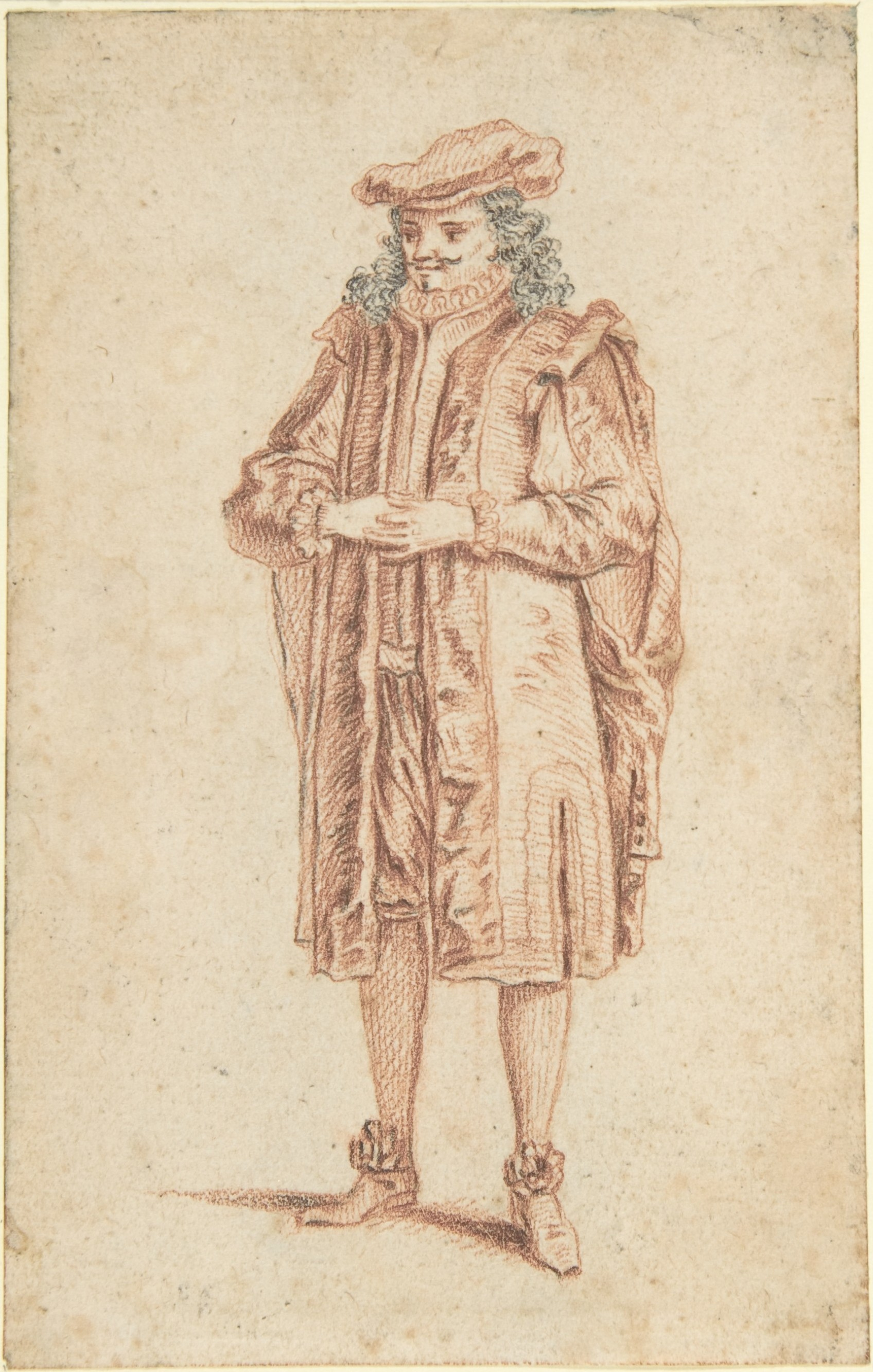
Мастер Крепен. Бумага, итальянский карандаш, сангина. Метрополитен-музей, Нью-Йорк
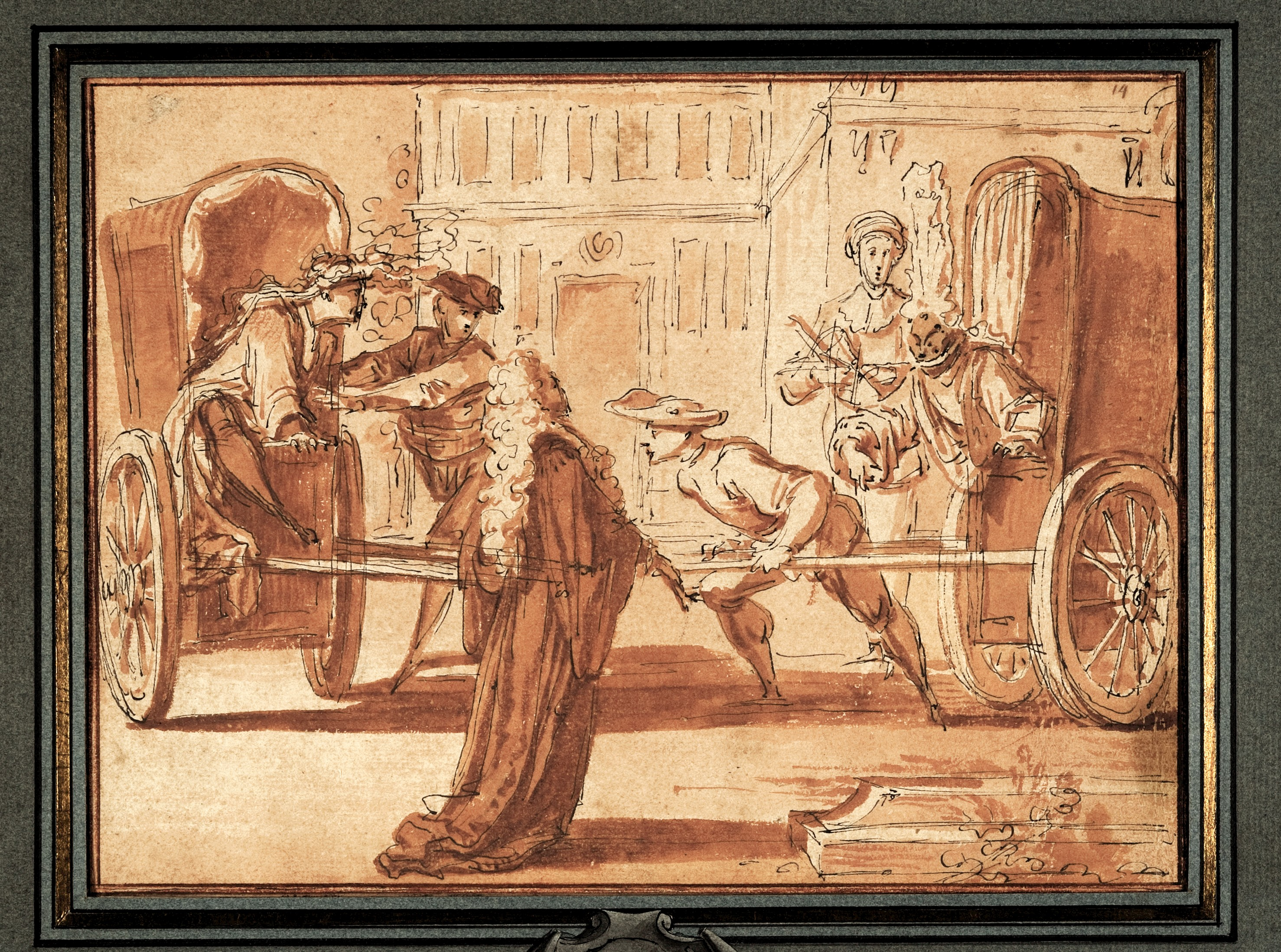
Сцена «двух повозок». Между 1712 и 1716. Бумага, сепия, перо, кисть. Метрополитен-музей, Нью-Йорк
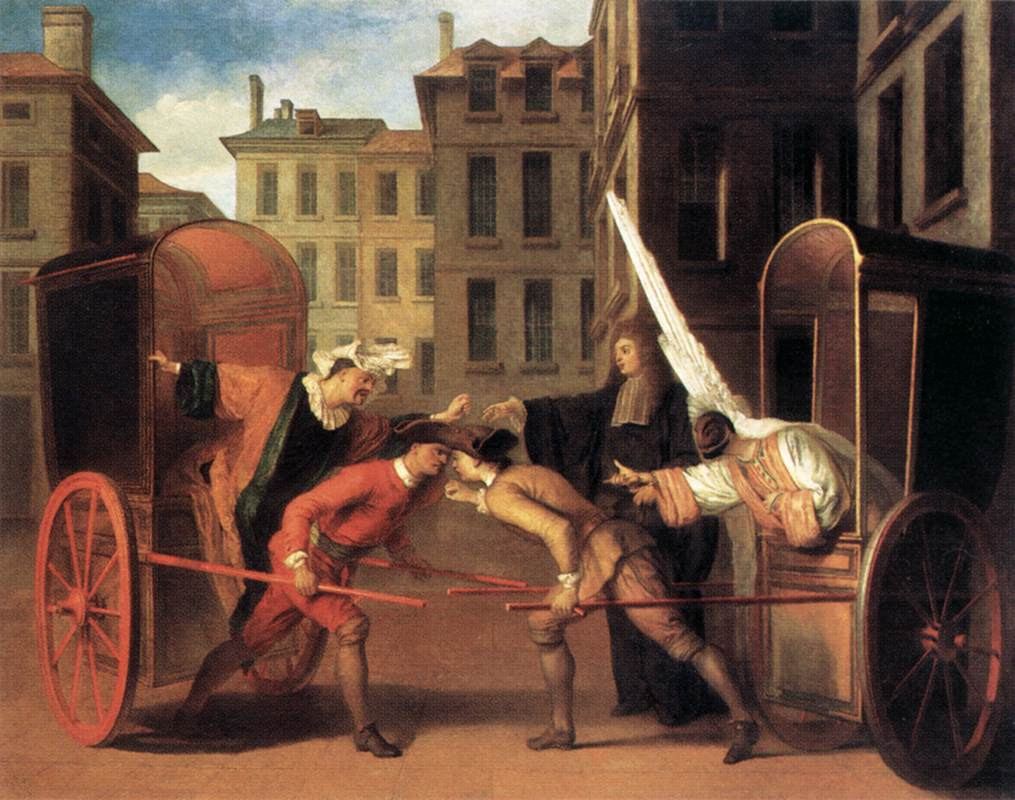
Две повозки. Ок. 1710. Холст, масло. Лувр, Париж
Сцена из спектакля «Гробница мастера Андре». Ок. 1707. Холст, масло. Лувр, Париж
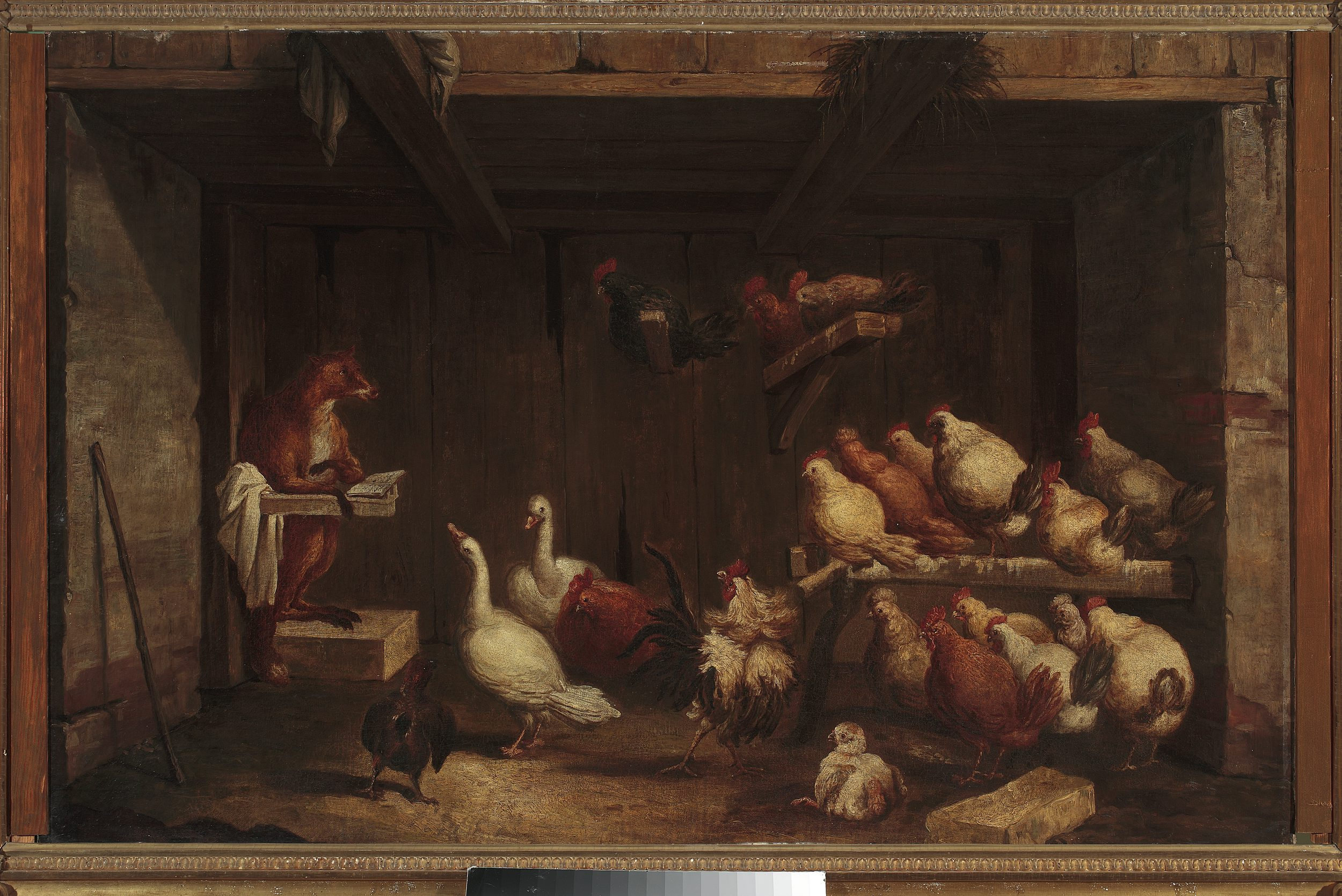
Лиса проповедует птицам. Холст, масло. Национальный музей, Варшава
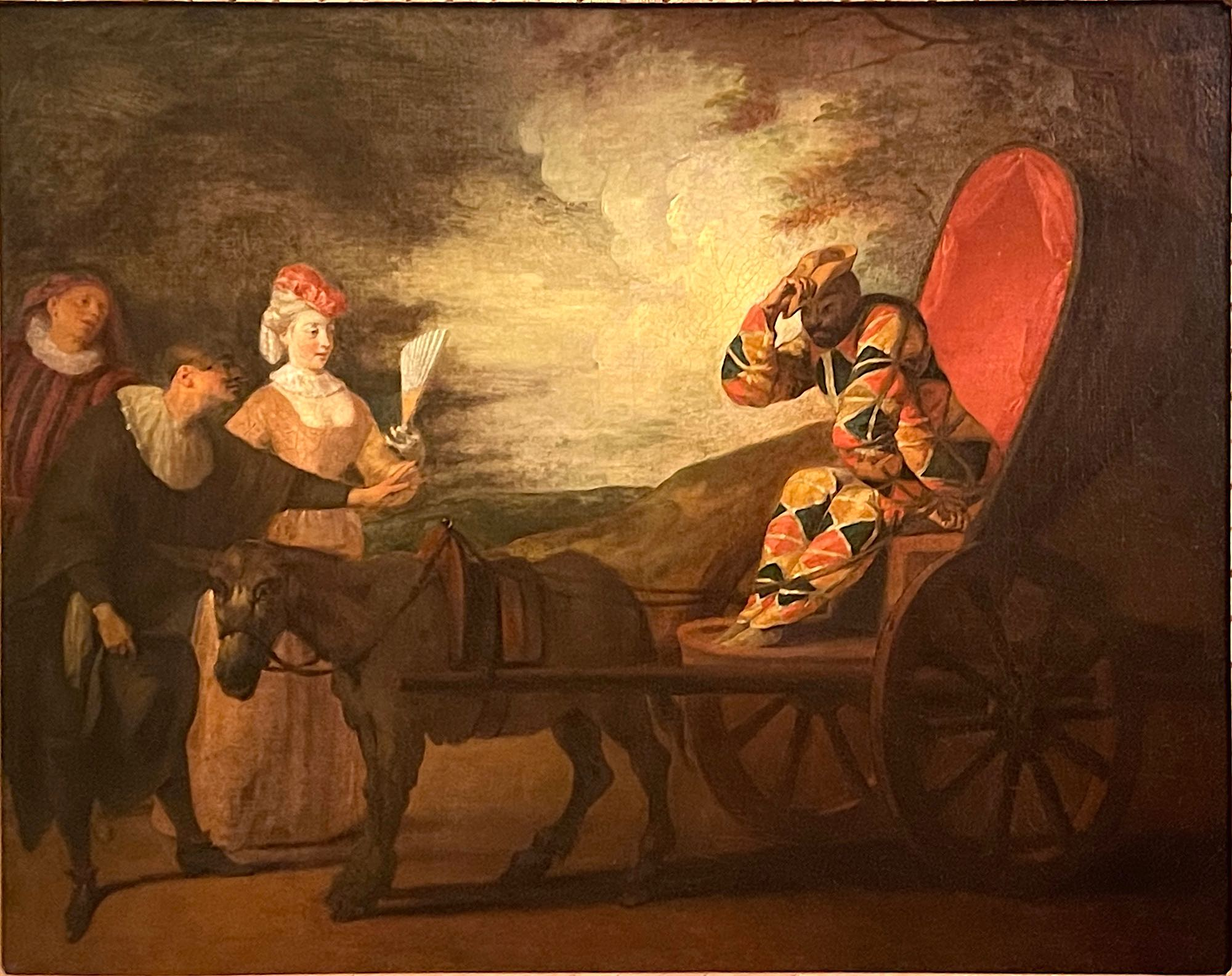
К. Жилло и А. Ватто. Арлекин — Император Луны. 1709. Холст, масло. Музей искусств, Нант